# Cristina Calderón
Cristina Calderón Harban (Robalo, 24 maggio 1928 – Punta Arenas, 16 febbraio 2022) è stata una scrittrice, etnografa e lessicografa cilena.

## Biografia
Nata sull'isola Navarino, fu l'ultima persona al mondo di madrelingua yaghan, dopo la morte della sorella e della sorellastra. Trascorse la maggior parte della sua vita a Villa Ukika presso Puerto Williams. Con la nipote Cristina Zarraga scrisse un libro di racconti in yagan, Hai Kur Mamashu Shis, pubblicato nel 2005 . Collaborò inoltre alla realizzazione di un vocabolario yagan. Nel 2009 fu proclamata tesoro umano vivente dall'UNESCO per aver contribuito a tramandare usi e costumi del suo gruppo etnico .
Cristina Calderón è morta ultranovantenne nel 2022, per complicazioni da Covid-19.  Aveva 4 figli, tra cui Lidia González (l'unica femmina), che divenne vicepresidentessa della Assemblea costituente cilena. Lasciò anche 10 nipoti.